# 圣于尔西斯 (洛特-加龙省)
圣于尔西斯（法語：Saint-Urcisse，法語發音：[sɛ̃.t‿yʁsis]）是法国洛特-加龙省的一个市镇，属于阿让区。

## 地理
圣于尔西斯（44°9'39"N, 0°49'6"E）面积10.93 平方千米，位于法国新阿基坦大区洛特-加龍省，该省份为法国西南部内陆省份，北起多爾多涅省，西接吉倫特省和朗德省，南至热尔省，东临塔恩-加龙省和洛特省。
与圣于尔西斯接壤的市镇（或旧市镇、城区）包括：佩尔维尔、克莱蒙苏比朗、格赖萨、皮米罗勒、圣罗曼勒诺布勒。

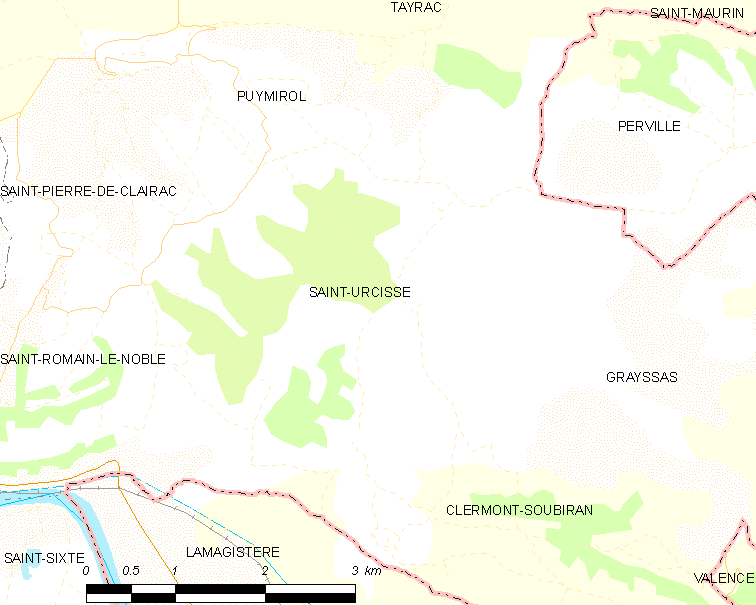
的OSM定位图

圣于尔西斯的时区为UTC+01:00、UTC+02:00（夏令时）。

## 行政
圣于尔西斯的邮政编码为47270，INSEE市镇编码为47281。

## 政治
圣于尔西斯所属的省级选区为东南阿日奈县。

## 人口

1962-2008年间人口变化图示

圣于尔西斯于2022年1月1日时的人口数量为245人。